# Piroliza
Piroliza (gr. pyr dopełniacz pyros, ogień, i lysis, rozpad), sucha destylacja, destylacja rozkładowa – proces degradacji zachodzący pod wpływem wysokiej temperatury i prowadzony bez tlenu i innych celowo dodawanych reagentów. Podobnym procesem jest przebiegające w niższej temperaturze wytlewanie.

## Piroliza jako proces chemiczny
Piroliza jest rodzajem termolizy często obserwowanym w przypadku ogrzewania materiałów organicznych. Mechanizm przemian chemicznych zachodzących w trakcie pirolizy jest często bardzo złożony, a ze względu na zmienność składu surowców poddawanych pirolizie trudno jest je dokładnie zbadać (przykładem może być opis prac badawczych nad pirolizą biomasy).
W wyniku tego procesu mogą powstać produkty gazowe (przykładem jest stosowany w przemyśle proces pirolizy 1,2-dichloroetanu do chlorku winylu), jednak w znacznej części przypadków proces przebiega z utworzeniem stałej pozostałości. W takich wypadkach etapem inicjującym jest zwykle eliminacja produktu niskocząsteczkowego (najczęściej wody lub wodoru), której konsekwencją jest zwiększenie stopnia usieciowania materiału. Niekiedy pozostałość po pirolizie może być prostym z chemicznego punktu widzenia, ale tworzącym sieć przestrzenną, materiałem o interesujących własnościach (przykładem jest włókno węglowe).

## Piroliza w technologii chemicznej
W technologii chemicznej terminu tego najczęściej używa się do procesów prowadzonych bez kontaktu z tlenem i innymi czynnikami utleniającymi (w przeciwnym razie proces taki nazywamy półspalaniem), pod umiarkowanym ciśnieniem – do 0,2 MPa (procesy prowadzone pod wyższym ciśnieniem nazywane są krakingiem termicznym) oraz bez udziału katalizatora (proces prowadzony z udziałem katalizatora nazywamy krakingiem katalitycznym). Pirolizę wykorzystuje się w przemyśle głównie w celu uzyskania lekkich węglowodorów nienasyconych z parafin znajdujących się w gazowych lub ciekłych produktach naftowych – procesy pirolizy służące temu celowi nazywane są ogólnie pirolizą olefinową. Do procesów pirolizy zalicza się także proces rozkładu termicznego drewna, koksu oraz wiele innych omówionych w kolejnych sekcjach.

## Piroliza olefinowa
W zależności od sposobu doprowadzenia ciepła procesy pirolizy olefinowej dzieli się na dwa typy:
- procesy z bezpośrednim doprowadzeniem ciepła za pomocą gazowych lub stałych nośników – obecnie rzadko stosowane, ale nadal badane i udoskonalane, gdyż stwarzają szansę zmniejszenia jednostkowego zużycia surowca (na tonę etylenu)
- procesy z pośrednim doprowadzeniem ciepła – realizowane w piecach rurowych w temperaturze od 780 do 900 °C, dominujące w przemyśle światowym.

Parametrami wpływającymi na przebieg pirolizy węglowodorów są (w kolejności od najważniejszego): rodzaj surowca, czas przebywania surowca w wybranej temperaturze pirolizy, temperatury prowadzenia procesu oraz ciśnienia cząstkowego węglowodorów. W zależności od doboru tych parametrów skład głównych produktów pirolizy olefinowej najczęściej mieści się w następującym zakresie (procentowy udział masowy): eten (26,5–53), olefiny C5+ (1,11–34,55), metan (niepożądany produkt uboczny, 3,82–25,3), propen (0,89–14) oraz olefiny C4 (1,59–8,8).

## Piroliza drewna
Piroliza drewna (sucha destylacja drewna, rozkład termiczny drewna, wytlewanie drewna) jest procesem termicznym polegającym na rozkładzie drewna bez dostępu powietrza, w retortach ogrzewanych z zewnątrz do temperatury 500 °C. 
Produkty rozkładu:
- węgiel drzewny: 32–38%
- gaz drzewny: 14–15%
- ocet drzewny: w sumie około 40%, w tym 10% kwasu octowego i 2–4% metanolu
- prasmoła: 10%

## Pozostałe zastosowania procesu pirolizy w przemyśle
Ponadto piroliza jest w przemyśle stosowana między innymi do:
- produkcji koksu z węgla kamiennego
- odzyskiwania monomerów z polimerów w ramach recyklingu[2]
- produkcji acetylenu z metanu, etanu lub benzyny[6]
- utylizacji odpadów przemysłowych lub komunalnych (proces proponowany)[9][10]
- otrzymywania węgla drzewnego (jako jeden z etapów)
- produkcji materiałów ceramicznych
- produkcji kompozytów o osnowie ceramicznej lub węglowej wzmacnianych włóknami[11]
- produkcji materiałów szczególnie odpornych termicznie (np. opartych na ZrO2[12]).